# Vejlby (parochie, Norddjurs, Grenaa)
Vejlby is een parochie van de Deense Volkskerk in de Deense gemeente Norddjurs. De parochie maakt deel uit van het bisdom Århus en telt 214 kerkleden op een bevolking van 238 (2004). 
De parochie was tot 1970 deel van Djurs Sønder  Herred. In dat jaar werd de parochie opgenomen in de nieuwe gemeente Grenaa. Deze ging in 2007 op in de gemeente Norddjurs.
Åby · Adslev · Agri · Aidt · Albæk · Albøge · Alderslyst · Alling · Alrø · Ålsø · Ålum · Anholt · Århus Domsogn · Årslev · Asferg · Astrup · Auning · Balle · Beder · Besser · Bjerager · Blegind · Borum · Borup · Brabrand · Brædstrup · Bregnet · Bryrup · Christians · Dalbyneder · Dalbyover · Dallerup · Døstrup · Dover · Dråby · Dronningborg · Ebdrup · Ebeltoft · Egå · Egens · Ejstrup · Elev · Ellevang · Elsted · Endelave · Enghøj · Enslev · Enslev · Essenbæk · Estruplund · Falling · Falslev · Fårup · Fårup · Fausing · Feldballe · Fjellerup · Foldby · Føvling · Fredens · Fruering · Fuglslev · Funder · Galten · Gammel Rye · Gangsted · Gassum · Gellerup · Gerning · Gimming · Ginnerup · Gjerlev · Gjern · Gjerrild · Gjesing · Glenstrup · Glesborg · Gludsted Kirkedistrikt · Gødvad · Gosmer · Grædstrup · Granslev · Grenaa · Grensten · Gylling · Hadbjerg · Hadsten · Hald · Haldum · Halling · Halling · Hammel · Hammelev · Hampen Kirkedistrikt · Handrup Kirkedistrikt · Hansted · Harlev · Harridslev · Hasle · Haslund · Hatting · Haurum · Helgenæs · Helligånds · Helstrup · Hem · Hemmed · Hjortshøj · Hobro · Hoed · Holbæk · Holme · Homå · Hørby · Hornbæk · Hørning · Hørning · Hornslet · Houlbjerg · Hundslund · Hvilsager · Hvilsom · Hvilsted · Hvornum · Hvorslev · Hylke · Hyllested · Kærby · Karlby · Kastbjerg · Kastbjerg · Kasted · Kattrup · Klostersogn · Klovborg · Knebel · Koed · Kolby · Kolind · Kolt · Kousted · Kragelund · Kristrup · Krogsbæk · Lading · Læsten · Langå · Langenæs · Låsby · Laurbjerg · Lem · Lemming · Lerbjerg · Lime · Linå · Linde · Lisbjerg · Lundum · Lyngå · Lyngby · Lyngby · Lystrup · Malling · Mariager · Marie Magdalene · Mariehøj · Mårslet · Mejlby · Mellerup · Mesing · Møllevang · Mørke · Mygind · Nebel · Nim · Nødager · Nølev · Nørager · Nørbæk · Nordby · Nørre Galten · Nørre Onsild · Nørre Snede · Odder · Ødum · Øls · Ølst · Ølsted · Onsbjerg · Ormslev · Ørridslev · Ørsted · Ørting · Ørum · Ørum · Østbirk · Øster Alling · Øster Bjerregrav · Øster Tørslev · Øster Velling · Over og Neder Hadsten · Ovsted · Råby · Randlev · Råsted · Ravnsbjerg · Rimsø · Risskov · Røgen · Rolsø · Rosmus · Rud · Ry · Sabro · Saksild · Sall · Sankt Andreas · Sankt Clemens · Sankt Johannes · Sankt Lukas · Sankt Markus · Sankt Mortens · Sankt Pauls · Sankt Peders · Sejling · Sejs-Svejbæk · Sem · Serup · Silkeborg · Sinding · Sjelle · Skåde · Skader · Skæring · Skanderborg · Skanderborg Slotssogn · Skannerup · Skarresø · Skejby · Skelager · Skivholme · Skjellerup · Skjød · Skjoldhøj · Skjørring · Skødstrup · Skørring · Skorup · Skovby · Snæbum · Søby · Søby · Sødring · Søften · Sønder Årslev · Sønder Onsild · Sønder Vinge · Sønder Vissing · Sønderbæk · Sønderbro · Søvind · Spentrup · Spørring · Sporup · Stenvad · Stilling · Stjær · Storring · Støvring · Svenstrup · Svostrup · Tamdrup · Tåning · Tånum · Them · Thorsager · Thorsø · Tilst · Tirstrup · Tiset · Todbjerg · Tolstrup · Tønning · Torrild · Torsted · Torup · Tøstrup · Træden · Tranbjerg · Tranebjerg · Trige · Tulstrup · Tulstrup · Tunø · Tved · Tvede · Tvilum · Tyrsted · Tyrsting · Udby · Udbyneder · Ulstrupbro · Underup · Uth · Vær · Værum · Vedslet · Veggerslev · Vejerslev · Vejlby · Vejlby · Vejlby · Vellev · Veng · Vester Alling · Vester Tørslev · Vester Velling · Viby · Villersø · Vindblæs · Vinding · Virklund · Virring · Vissing · Vistoft · Vitten · Vitved · Vivild · Voel · Voer · Voerladegård · Voldby · Voldby · Voldum · Vor Frelser · Vor Frue · Vorup · Vrads · Yding